# Lijst van burgemeesters van Oude IJsselstreek
Dit is een lijst van burgemeesters van de Nederlandse gemeente Oude IJsselstreek die in 2005 ontstond bij de herindeling van de voormalige gemeenten Gendringen en Wisch.
| Ambtsperiode | Naam burgemeester         | Partij of stroming | Bijzonderheden |
| ------------ | ------------------------- | ------------------ | -------------- |
| 2005 - 2006  | Herman (H.J.M.) Kemperman | CDA                | waarnemend     |
| 2006 - 2015  | Hans (J.P.M.) Alberse     | PvdA               |                |
| 2015 - 2016  | Steven (S.P.M.) de Vreeze | PvdA               | waarnemend     |
| 2016 - 2024  | Otwin (O.E.Th.) van Dijk  | PvdA               |                |
| 2024 -       | Mirjam Maasdam-Hoevers    | CDA                | waarnemend     |